# Comté de Shackelford
Pour les articles homonymes, voir Shackelford.
Le comté de Shackelford, en anglais : Shackelford County, est un comté situé dans le nord de la partie centrale de l'État du Texas aux États-Unis. Fondé le 1er février 1858, son siège de comté est la ville d'Albany. Selon le recensement des États-Unis de 2020, sa population est de 3 105 habitants. Le comté a une superficie de 2 371,1 km2, dont 2 367,9 km2 en surfaces terrestres. Il est baptisé en référence au docteur Jack Shackelford.

## Organisation du comté
Le comté est fondé le 1er février 1858, à partir des terres du comté de Young et de terres rattachées au comté de Bosque
. Après avoir été rattaché au comté de Palo Pinto, il est définitivement organisé et autonome, le 12 octobre 1874. 
Le comté est baptisé en référence au docteur Jack Shackelford (en), héros de la révolution texane et survivant de la bataille de Coleto Creek et du massacre de Goliad,.

## Géographie
Le comté de Shackelford est situé au nord de la partie centrale de l'État du Texas, aux États-Unis,. 
Le comté est drainé par le fleuve Brazos et certains de ses affluents.
Il a une superficie totale de 2 371,1 km2, composée de 2 367,9 km2 de terres et de 3,2 km2 de zones aquatiques.

## Comtés adjacents
| Comté de Haskell | Comté de Throckmorton |                   |
| Comté de Jones   | Comté de Shackelford  | Comté de Stephens |
| Comté de Taylor  | Comté de Callahan     | Comté d'Eastland  |

## Démographie

Pyramide des âges du comté de Shackelford (2000).

Lors du recensement de 2010, le comté comptait une population de 3 378 habitants. En 2017, la population est estimée à 3 328 habitants,.

## Galerie

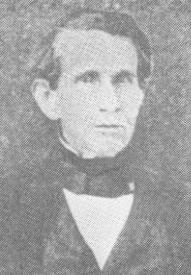
Le docteur John « Jack » Shackelford.